# Oblak u službi zakona
Oblak u službi zakona hrvatska je humoristična televizijska serija u produkciji Interfilma za HRT. Autori serije su Snježana i Goran Tribuson. S prikazivanjem na Prvom programu HRT-a krenula je 9. siječnja 2023. godine.
Pisanje scenarija počelo je 2016. godine. Promocija serije održala se 3. siječnja 2023. u Kaptol Boutique Cinema & Baru u Zagrebu, gdje se premijerno prikazala prva epizoda.
Treća sezona od dvanaest epizoda, najavljena u siječnju 2025., krenut će s prikzaivanjem 31. ožujka 2025. godine.

## Glumačka postava

### Glavni
- Ozren Grabarić kao Nikola Oblak, policijski narednik
- Dijana Vidušin kao Jagoda Oblak, Nikolina žena, nezaposlena, povremeno radi na crno
- Toma Medvešek kao Bruno Oblak, Nikolin i Jagodin sin, Ratkov stariji brat
- Borna Fadljević kao Ratko Oblak, Brunov mlađi brat, sin Nikole i Jagode
- Zoran Čubrilo kao Ludvig, konobar
- Goran Navojec kao Suvi, konobar
- Igor Mešin kao Požgaj, policajac, Nikolin kolega
- Željko Königsknecht kao Božo, načelnik policijske postaje
- Ksenija Marinković kao Greta, mesarica i susjeda obitelj Oblak

### Sporedni
- Dora Fišter kao Maša, prodavačica na kiosku
- Mirela Brekalo-Popović kao Gabi Cmrk, Franjina supruga, vlasnica lokalne trgovine
- Vinko Kraljević kao Franjo Cmrk, Gabin suprug, vlasnik lokalne trgovine

## Pregled serije
Prva sezona od četrnaest epizoda prikazivala se od 9. siječnja do 21. veljače 2023. godine.
Druga sezona s ukupno deset epizoda najavljena je u studenom 2023., a s prikazivanjem je krenula 11. ožujka 2024. godine.
Treća sezona od dvanaest epizoda, najavljena u siječnju 2025., krenut će s prikzaivanjem 31. ožujka 2025. godine.
| Sezona | Sezona | Epizode | Epizode | Originalno emitiranje | Originalno emitiranje |
| Sezona | Sezona | Epizode | Epizode | Premijera             | Finale                |
| ------ | ------ | ------- | ------- | --------------------- | --------------------- |
|        | 1.     | 14      | 14      | 9. siječnja 2023.     | 21. veljače 2023.     |
|        | 2.     | 10      | 10      | 11. ožujka 2024.      | 9. travnja 2024.      |
|        | 3.     | 12      | 12      | 31. ožujka 2025.      | 12. svibnja 2025.     |

## Snimanje
Snimanje 14 epizoda počelo je 20. lipnja u zagrebačkom naselju Siget, a trajalo je sve do 11. rujna 2022. U studenom 2023. je objavljeno da je snimanje druge sezone koja će imati 10 epizoda započelo u rujnu i da bi trebala krenuti sa prikazivanjem u ožujku 2024. godine, potvrđeno je da se scenaristima Snježani i Goranu Tribuson pridružio Ivan Turković-Krnjak, dok ostala ekipa redatelja, producenata i urednika je ostala ista kao i u prvoj sezoni. Grabarić i Vidušin otkrili su povratak gostujućih glumaca Lele Margitić i Helene Buljan, i najavili nove, Bogdana Diklića, Otokara Levaja, Hrvoja Barišića i Ivicu Zadra. U srpnju 2024. Ozren Grabarić u jednom od intervjua najavljuje snimanje treće sezone za jesen, snimanje je završeno u siječnju 2025.

## Vanjske poveznice
- Oblak u službi zakona u internetskoj bazi filmova IMDb-a